# Меймоа
Меймоа (порт. Meimoa; МФА: [mɐj.ˈmo.ɐ]) — парафія в Португалії, у муніципалітеті Пенамакор. Розташована в східній частині країни, на теренах історичної португальської провінції Бейра. Входить до складу округу Каштелу-Бранку. За адміністративним поділом, чинним до 1976 року, терени парафії були складовою провінції Нижня Бейра. Належить до Порталегрівсько-Каштелу-Бранківської діоцезії Католицької церкви. Патрон — Діва Марія. Площа — 28,7954 км². Населення — 373 ос. (2011). Слабо урбанізований регіон. Густота населення — 12,95 осіб/км²
. Код — 050708.

## Населення
| Кількість мешканців | Кількість мешканців | Кількість мешканців | Кількість мешканців | Кількість мешканців | Кількість мешканців | Кількість мешканців | Кількість мешканців | Кількість мешканців | Кількість мешканців | Кількість мешканців | Кількість мешканців | Кількість мешканців | Кількість мешканців | Кількість мешканців |
| ------------------- | ------------------- | ------------------- | ------------------- | ------------------- | ------------------- | ------------------- | ------------------- | ------------------- | ------------------- | ------------------- | ------------------- | ------------------- | ------------------- | ------------------- |
| 1864                | 1878                | 1890                | 1900                | 1911                | 1920                | 1930                | 1940                | 1950                | 1960                | 1970                | 1981                | 1991                | 2001                | 2011                |
| 416                 | 577                 | 772                 | 807                 | 949                 | 994                 | 1 131               | 1 244               | 1 280               | 1 112               | 704                 | 679                 | 533                 | 456                 | 373                 |